# 臨時政府
臨時政府（りんじせいふ、英: provisional government）とは、戦争・革命・クーデター等によって既存の政府が廃止された後、正当な政府が発足するまでの間、一時的に設置される政府。
仮政府（かりせいふ）、暫定政府（ざんていせいふ、英: interim government）、移行政府（いこうせいふ、英: transitional government）ともいう。日本語において暫定政権と訳されることもあるが、暫定政府と訳されるCaretaker governmentは、新政権が成立するまでの短期間の政権を指す（暫定政権）。

## 概要
前政府が何らかの理由で崩壊した後、国内勢力が正統な政府組織の手続きを取らないまま組織される政府である。多くの場合選挙によらず、任命によって成立する。多くの場合、その後選挙が開催されるなどして正式な政府に交代することが通常である。また、国内勢力や亡命政府が現行政府の存在を否認し、臨時政府と名乗ることもある。ただし、前政府の廃止が実態を伴わないものであった場合には、支持を得られない状態のまま消滅することもある。

## 主な臨時政府

### 現行の臨時政府
※の政府は亡命政府。

#### アジア
- シリア移行政府（英語版） - 2024年12月8日のアサド政権の崩壊とともに、シャーム解放機構を中心に結成されたシリア救国政府（英語版）が組織した暫定政府がシリアの領土の大部分を掌握した後、暫定憲法を制定し、2025年3月29日に「移行政府」として組織された。
- 国民統一政府 (ミャンマー) - 2021年ミャンマークーデターを否定する国民民主連盟所属の連邦議会議員が中心となって設立した臨時政府。
- ムハマド・ユヌス暫定政府（英語版） -ムハマド・ユヌスを首席顧問とするバングラデシュの暫定政府。反政府デモ（2024年バングラデシュクオータ制度改革運動）の後、2024年8月8日に設立された。
- 自由朝鮮※ - 朝鮮民主主義人民共和国の金正恩政権打倒を目指す抵抗運動。2019年3月1日に臨時政府の樹立を宣言しているが、概要は明らかになっていない。

#### 南北アメリカ
- 暫定大統領評議会 - 2024年4月25日に発足したハイチの臨時政府。2026年2月7日まで、大統領権限代行を行う。

#### アフリカ
- カミル・イドリス政府（英語版） - 2025年5月19日に成立したスーダンの政府。2019年にオマル・アル＝バシール政権が崩壊し、民政移行プロセスがしばしば中断されながらも続いている。2021年から暫定主権評議会（英語版）を元首としている。2023年には内戦により政府軍が首都ハルツームを失い、2025年になって奪還した。

### 過去の臨時政府

#### アジア
- 明治新政府（明治政府、新政府） - 慶応3年12月9日（1868年1月3日）の王政復古の大号令によって成立した政府。臨時政府であるという意見もある[4]。
- 中華民国臨時政府 (1912年-1913年) - 辛亥革命時に孫文の主導によって成立した政府。正式政府である袁世凱の北京政府成立によって解体された。
- 大韓民国臨時政府 - 1919年に日本の統治下にあった朝鮮の独立主義者が上海で設立した亡命政府。現在の大韓民国は憲法によって「法統を受け継ぐ」と規定している。ただし、この政府は国際的に承認を受けておらず、日韓併合前の大韓帝国政府、そして大韓民国との連続性は認められていない。
- 中華民国臨時政府 (1924年-1926年)（中国語版） - 1924年の北京政変により成立した段祺瑞を首班とする政府。1926年に崩壊した。
- 中華ソビエト共和国臨時政府 - 1931年に中国共産党が、瑞金を首都として設置した臨時政府。1934年に共産党が首都瑞金を放棄し長征に出ることで事実上崩壊した。
- チベット臨時政府 -中華人民共和国政府の圧迫を受けたガンデンポタン（1642年発足のチベット政庁）が1959年にチベットとインドの国境の町ヤートンにて樹立を宣言。その後ガンデンボタンはインドに逃れ、亡命政府として活動している。
- 自由インド仮政府 - 第二次世界大戦中の1943年に、独立運動家らを主体とする「インドの暫定政府」として日本軍占領下で樹立された暫定政府。1945年日本のポツダム宣言受諾表明・降伏により自然解体した。
- シリア臨時政府 - 1949年に国内の合意に基づき軍事政権後の新憲法を制定するために設置された。
- 南ベトナム共和国 - 1969年から1976年の期間に南ベトナム内の共産主義勢力により設立された。正式名称は南ベトナム共和国臨時革命政府。ベトナム社会主義共和国樹立により解体された。
- アフガニスタン暫定行政機構 - 2001年の有志連合諸国による攻撃により、ターリバーン政権が倒れた後、ボン合意により設立が決定された。
- イラク暫定政権 - 2003年のイラク戦争によりフセイン政権が倒れた後のイラクに設置された。
- シリア暫定政府 (国民連合)（英語版） - シリア国民連合により結成された亡命政府。シリア内戦においてトルコ占領地域で活動していた。2025年に暫定政府の支持を表明し、指揮下に入る。
- 香港臨時政府宣言 - 2019年-2020年香港民主化デモの参加者により、2019年10月4日に臨時政府樹立が宣言された。中華人民共和国の中国共産党により傀儡政府化した香港特別行政区の解放を目指すとされたが、その後目立った活動は行われていない。

#### ヨーロッパ
- アイルランド共和国臨時政府（英語版） - 1916年、アイルランドのダブリンにおいてイースター蜂起の際に設立が宣言されたが、イギリスによって制圧された。
- ロシア臨時政府 - ロシアにおいて1917年の2月革命の際に設置された。ボリシェヴィキによる十月革命によって崩壊した。
- 臨時全ロシア政府 - ロシア内戦における白軍派の政府。アレクサンドル・コルチャークによって解体された。
- ディレクトーリヤ - 1918年12月14日から1920年11月10日まで存続した、「ウクライナの臨時政府」と訳されることもあるウクライナ人民共和国の政府。
- 人民委員評議会（ドイツ語版、英語版） - 1919年、ドイツ革命でドイツ帝国が倒された後、ドイツ社会民主党等により成立した仮政府。1919年2月に正式な共和制政府が成立している（ヴァイマル共和政）。
- 南アイルランド臨時政府（英語版）- 1922年にイギリスとアイルランド独立派の間の合意により設置された。正式政府アイルランド自由国の成立によって解体された。
- リトアニア臨時政府 - 1941年のソビエト連邦占領期の終わりからナチス・ドイツ占領期の始めの数週間にかけて存在した、リトアニアの独立を目指して活動した臨時政府。
- ヴィシー政権 - 第二次世界大戦のナチス・ドイツのフランス侵攻により、第三共和政政府が崩壊し、1940年7月10日の憲法的法律によって成立したフィリップ・ペタンを政府主席とした政府。「フランス国」の新憲法制定を目的としていたが、ナチス・ドイツの強い影響下にあり、ノルマンディー上陸作戦後の連合国軍の侵攻によって崩壊した。
- フランス共和国臨時政府 -アルジェにおいて自由フランスなどにより設立された。最初の主席は自由フランスのド・ゴールであり、パリの解放後にパリに帰還し、第四共和政が設立される1947年までフランスを統治した。
- ハンガリー臨時国民政府 - 1944年、ソビエト連邦占領地域に成立したハンガリー王国の臨時政府。ハンガリー第二共和国の前身となった。
- フレンスブルク政府 - 第二次世界大戦末期、ヒトラーの遺言によってドイツ国大統領に指名されたカール・デーニッツ海軍元帥がフレンスブルクの海軍司令部に組織した政府。ドイツ軍の降伏を行ったが、連合国の承認を受けることなく解体された。

#### アフリカ
- ソマリア暫定国民政府、ソマリア暫定連邦政府 - 内戦により正統政府がなくなったソマリアに設置された。2012年8月20日に暫定統治期間が終了。
- リビア国民評議会 - 2011年の内戦で反カダフィ勢力が樹立した政権。多数の国からは正統政府として承認され、同年9月には国連の代表権も得ている。2012年に国民議会に権限を移譲し解散。
- ジンバブエ＝ローデシア共和国 - 1978年に、ローデシア（南ローデシア）暫定政府構成と新憲法発布に関する「ソールズベリー協定」を締結した当時の白人政権と穏健派のアフリカ人解放組織により発足した暫定国家。但し、国家として認められたのは当時の南アフリカ共和国（アパルトヘイト制度による統治下）ほかわずか数ヶ国のみであり、当時の日本政府も国家として認めていなかった。
- アルジェリア共和国臨時政府 - アルジェリア戦争中に誕生。

#### アメリカ州
- ベネズエラ臨時政府 - 2019年のベネズエラ大統領危機（英語版）の際に野党側によって設立された政府。大統領フアン・グアイドは複数の国に承認されたが、ニコラス・マドゥロ政権打倒には至らず、2023年に解散している。

#### オセアニア
- ハワイ臨時政府（英語版） - ハワイ王国において1893年にアメリカ人実業家たちによるクーデターが発生した後に設立された。1894年にハワイ共和国に移行、1898年にアメリカ合衆国ハワイ州となった。